# الحركة الوطنية للإصلاح والتنمية (السودان)
الحركة الوطنية للإصلاح والتنمية هي جماعة سودانية متمردة مقرها في منطقة دارفور. تشكلت المجموعة عندما انفصلت عن حركة العدل والمساواة عام 2004. نشأت الحركة الوطنية للإصلاح والتنمية لأن أعضائها المؤسسين شعروا أن حركة العدل والمساواة ركزت أكثر من اللازم على الاحتياجات السياسية بدلاً من الاحتياجات الاجتماعية والاقتصادية لشعب الفور. اندمجت حركة العدل والمساواة مع تحالف القوى الثورية لغرب السودان في 20 يناير 2006.
الزعيم السياسي للحركة هو خليل عبد الله.
في 20 يوليو 2005، التقى ممثلو الحركة والحكومة السودانية، بقيادة الشريف عمر بدر، في الفاشر بشمال دارفور لمناقشة سبل تعزيز التعاون في اجتماع تمت مراقبته من قبل الأمم المتحدة والاتحاد الأفريقي. في 23 يوليو 2005، وقعت الحركة اتفاق وقف إطلاق النار مع الحكومة السودانية، والموافقة على تبادل لأسرى الحرب والسماح لمجموعات الإغاثة بتقديم المساعدة للمواطنين المحليين. 

## معركة ارم ياقوي
في 28 يناير / كانون الثاني 2006، هاجمت الحركة قاعدة عسكرية سودانية في أرم ياقوي في غرب دارفور، مما أسفر عن مقتل 78 جنديًا وأخذ 17 سجينًا. قتلت القوات المسلحة السودانية اثنين، وأصابت خمسة متمردين، قائلة إن الهجوم «جاء فجأة من داخل الأراضي التشادية، وقمنا بالرد بنفس القوة بالمدفعية».
تعمل الحركة الوطنية للإصلاح والتنمية على طول الحدود التشادية السودانية.
يتهم عبد الله الجبهة المتحدة للتغيير الديمقراطي بالقتال إلى جانب الجيش السوداني.
«نحن لا نفهم لماذا يفعلون ذلك. ليس لدينا مشكلة مع محمد نور».
ونفى نور تورط الجبهة المتحدة للتغيير الديمقراطي في المعركة قائلا «قواتنا كانت قريبة لكنها لم تشارك في الهجوم». 